# Нурфолл-Хьеррингёй
Нурфолл-Хьеррингёй — бывшая коммуна в фюльке Нурланн, Норвегия.
Она была образована когда коммуна Фолден была разделена на Нурфолл-Хьеррингёй и Сёрфолл 1 января 1887 года. В тот момент население Нурфолл-Хьеррингёй составляло 1 347 жителей. 1 января 1894 года ферма Мувик (30 жителей) была административно передана коммуне Сёрфолл.
Коммуна просуществовала до 1 января 1906 года, когда она была разделена на две: Нурфолл и Хьеррингёй. Перед разделение население коммуны составляло 2 342 человека.